# Limonia hostilis
Limonia hostilis är en tvåvingeart som beskrevs av Alexander 1933. Limonia hostilis ingår i släktet Limonia och familjen småharkrankar. Inga underarter finns listade i Catalogue of Life.